# Perkówka
Perkówka – potok, lewostronny dopływ Bieśnianki. Należy do zlewiska Morza Bałtyckiego dorzecza Wisły.
W całości przepływa przez gminę Łużna, w powiecie gorlickim, w województwie małopolskim, w Polsce. Jej źródła znajdują się w Szalowej, u podnóża Zielonej Góry. Następnie potok przepływa przez centrum Szalowej i Łużną, gdzie uchodzi do Bieśnianki. Przecina linię kolejową nr 108 i drogę wojewódzką nr 977.